# 俄羅斯的國家化身

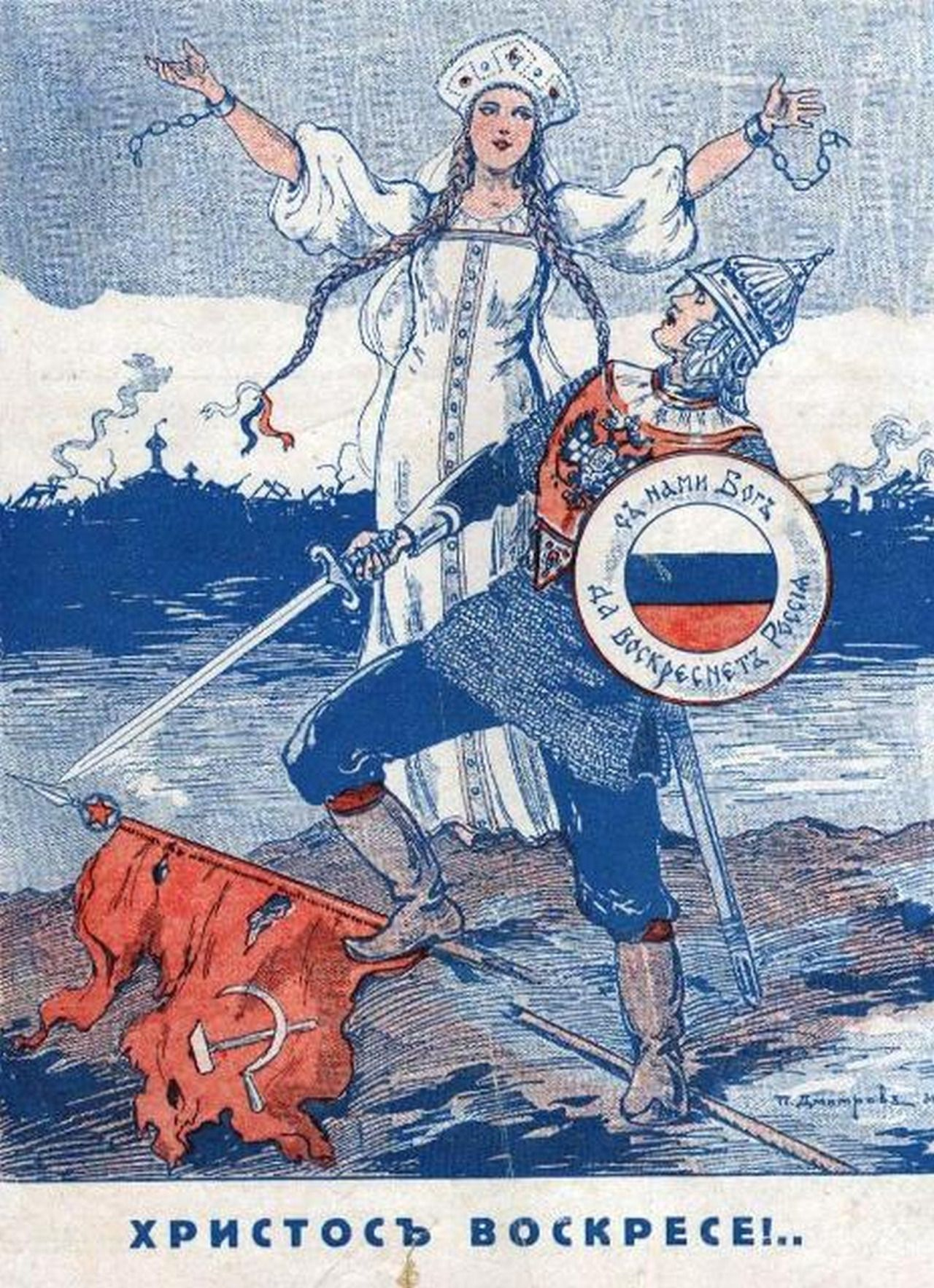
1932年Sentry雜誌的封面，將俄羅斯描繪成一位穿著傳統服裝的女性，被穿著中世紀盔甲的戰士所解放，戰士的盾上有俄羅斯國旗，戰士踐踏著共產旗，盾上的字ХРИСТОС ВОСКРЕСЕ可以大略翻譯成「基督已復活」

傳統上，俄羅斯的國家化身會以女性來表示，自從中古時代開始，幾乎都用母親的形象。俄羅斯最常見的国家化身有：
- 俄羅斯母親（Mother Russia）
  - 俄语：，羅馬化：Matushka Rossiya (dim.)

  - 俄语：，羅馬化：Mat'-Rossiya

  - 俄语：，羅馬化：Matushka Rus'，直译：Mother Rus'

  - 俄语：，羅馬化：Rossiya-matushka，直译：Russia the Mother

- 祖國母親（Homeland the Mother）

俄语：，羅馬化：Rodina-mat
歷史學家Harald Haarmann和奥兰多·费吉斯認為斯拉夫神話中的Mokosh女神是「俄羅斯母親」概念的起源 Mikhail Epstein認為俄羅斯傳統上對農業的依賴支持了以土地當成「神聖母親」的神話觀點，因此也導致了「俄羅斯母親」一詞的出現。Epstein也指出對Rus' 和Rossiia名稱的女性認知，因此自然就出現了「俄羅斯母親」。

## 使用
在蘇維埃時期，布爾什維克大量的使用此一概念，特別是在第二次世界大戰時。

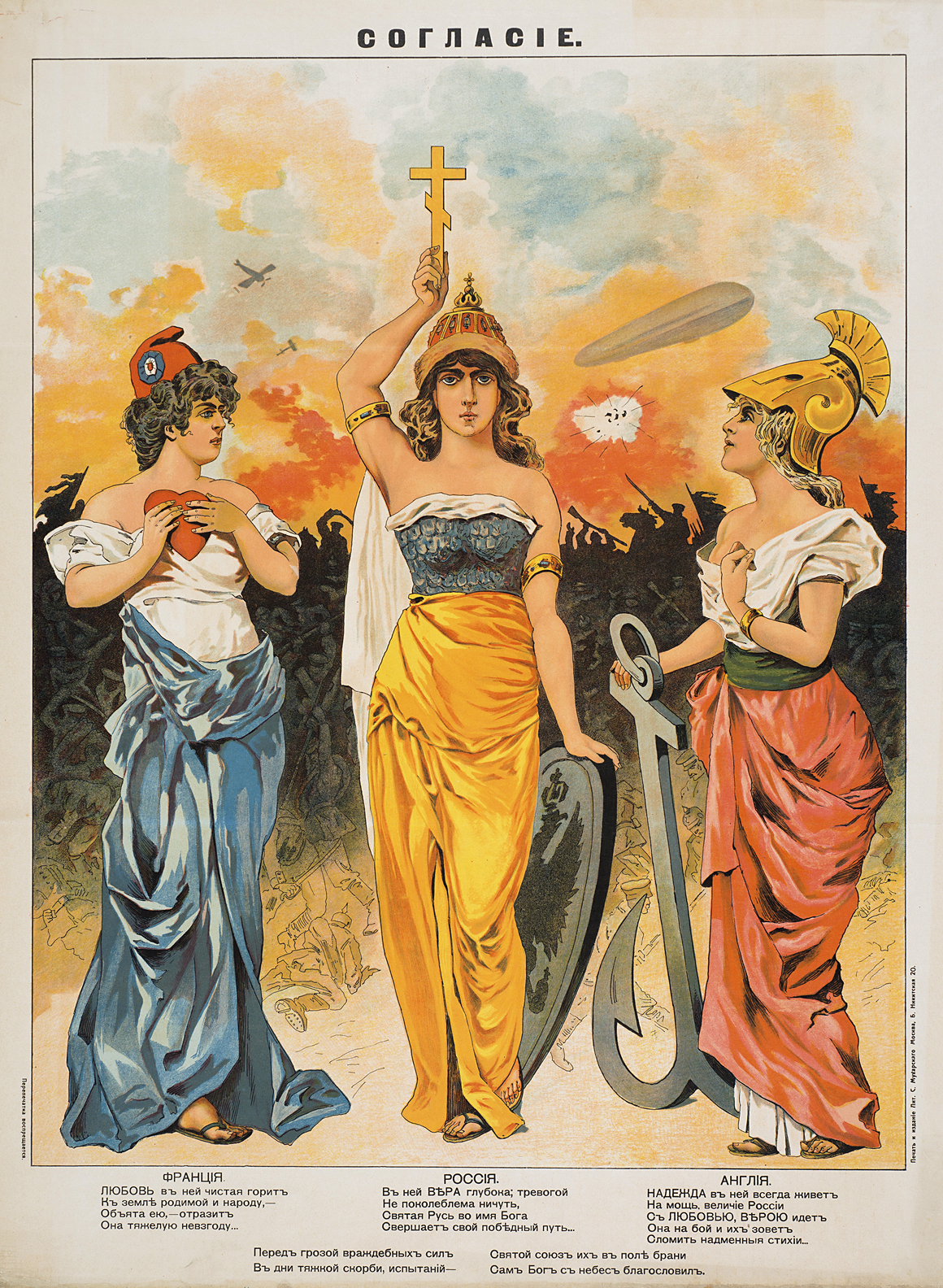
1914年的海報，其中有三國協約中各國的國家象徵，分別是代表法國的瑪麗安娜、代表俄羅斯的俄羅斯母親及代表英國的不列顛尼亞。
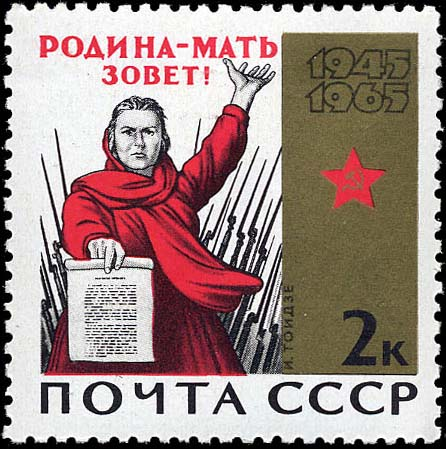
1965年的蘇維埃郵票

## 雕像
在蘇維埃時期，建造了許多描繪俄羅斯母親的雕像，大部份是紀念二次大戰期間的苏德战争，其中包括：
- 祖国母亲在召唤（俄语：Родина-мать зовёт, tr. Rodina-mat' zovyot），在俄羅斯伏爾加格勒的雕像，紀念史達林格勒戰役
- 祖國之母 (基輔)（烏克蘭語：Батьківщина-Мати, tr. Batʹkivshchyna-Maty, tr. Rodina-mat' ），是乌克兰二战历史博物馆紀念雕像中的一個。
- 祖國母親（英语：Mother Motherland (Saint Petersburg)）雕像，位在聖彼得堡的Piskarevskoye Memorial Cemetery。

## 延伸閱讀
- Ellen Rutten, Unattainable Bride Russia: Gendering Nation, State, and Intelligentsia in Russian Intellectual Culture, 2010, ISBN 0810126567.

## 外部連結
- 维基共享资源上的相關多媒體資源：俄羅斯的國家化身